# 雷尼·哈林
雷尼·哈林（芬蘭語：Renny Harlin，1959年3月15日—），出生名劳里·毛里茨·哈尔约拉（芬蘭語：Lauri Mauritz Harjola），芬蘭男導演、製片人和編劇。較著名的作品如《半夜鬼上床4：幽冥鬼手》（1988年）、《終極警探2》（1990年）、《巔峰戰士》（1993年）、《特工狂花》（1996年）、《水深火熱》（1999年）和《八面埋伏》（2004年）。
在美國，他的電影票房總值約5.25億美元；在全球，則高達10.26億美元。截至2015年9月，哈林成為了全球第一百二十名票房最高的導演。但他的《割喉島》曾一度被金氏世界紀錄大全選為「最大票房炸彈」的電影。
2018年，哈林和製片人迪·帕馬爾（Daljit DJ Parmar）在中國北京成立了製片公司Extraordinary Entertainment，並專注製作華語圈（中國及香港）與國際合作的動作、科幻和喜劇冒險等電影；2014至2020年间哈林在北京定居。

## 作品列表
- 1986：《西伯利亞》（Born American）
- 1987：《鬼哭山河》（Prison）
- 1988：《半夜鬼上床4：幽冥鬼手》（A Nightmare on Elm Street 4: The Dream Master）
- 1990：《神探奇兵》（The Adventures of Ford Fairlane）
- 1990：《終極警探2》（Die Hard 2）
- 1993：《巔峰戰士》（Cliffhanger）
- 1995：《割喉島》（Cutthroat Island）
- 1996：《奪命總動員》（The Long Kiss Goodnight）
- 1999：《水深火熱》（Deep Blue Sea）
- 2001：《生死極速》（Driven）
- 2004：《八面埋伏》（Mindhunters）
- 2004：《大法師：吸魂首部曲》（Exorcist: The Beginning）
- 2006：《魔男生死鬥》（The Covenant）
- 2007：《追兇線索》（Cleaner）
- 2009：《致命十二殺》（12 Rounds）
- 2011：《五日戰爭》（5 Days of War）
- 2013：《詭山》（Devil's Pass）
- 2014：《鋼鐵力士》（The Legend of Hercules）
- 2016：《絕地逃亡》（Skiptrace）
- 2018：《古劍奇譚之流月昭明》（Legend of the Ancient Sword）
- 2019：《沉默的證人》（Bodies at Rest）
- 2021：《偷天俠盜團》（The Misfits）
- 2021：《同学重聚3》（Luokkakokous 3）
- 2024：《叛諜檔案》（The Bricklayer）
- 2024：《嗜殺路人甲》（The Strangers: Chapter 1）
- TBA：《嗜殺路人甲2》（The Strangers: Chapter 2）
- TBA：《嗜殺路人甲3》（The Strangers: Chapter 3）

## 外部連結
- 官方网站
- 雷尼·哈林在互联网电影资料库（IMDb）上的資料（英文）
- TCM电影资料库上雷尼·哈林的资料（英文）